# 수증기

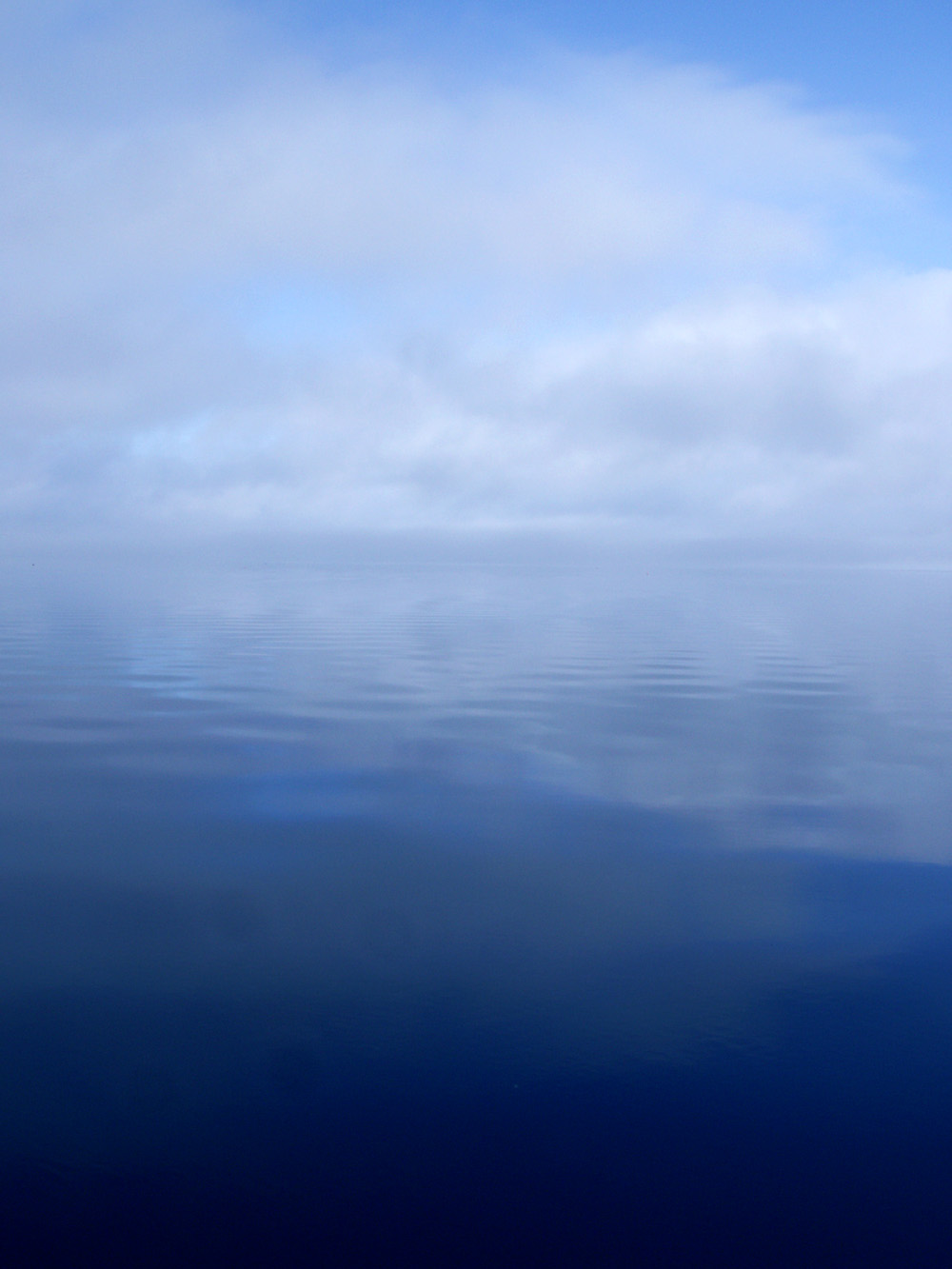

수증기(水蒸氣)는 물의 기체 상태이다. 지구에서 수증기는 수권 내부의 물의 순환의 한 가지 상태이다. 수증기는 액체 상태의 물이 증발하거나, 고체 상태인 얼음이 승화하는 것을 통해 만들어진다. 일반적인 대기 상태에서, 수증기는 끊임없이 기화와 액화를 반복한다. 일반적으로 수증기는 맨 눈으로는 관찰할 수 없다.
수증기는 또한 지구 온실 효과의 36~70%를 담당하는 온실 기체이다.

## 수증기의 일반적인 특징

### 기화/승화

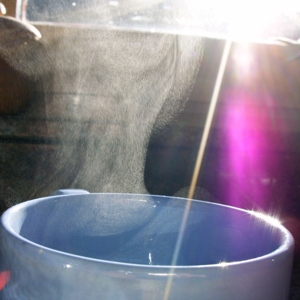
뜨거운 찻잔 위에서 기화하는 수증기

물 분자가 표면을 떠나 수증기가 되는 것은 기화라고 한다. 물 분자가 수증기로 될 때에, 열을 가지고 떠나게 되는데, 이러한 열 작용을 기화 냉각이라고 한다. 이렇게 수증기가 된 물 분자가 다시 표면으로 돌아오는 비율은 공기 중의 수증기의 양에 따라 결정된다. 만약, 순수하게 기화만 일어난다면, 액체는 수분을 잃어감에 따라 냉각되게 된다.
기화 냉각은 대기의 상태에 따라 제약을 받는다. 공기 중의 수증기의 양은 습도라고 한다. 습도의 측정은 습도계에 의해 이루어지게 된다. 습도의 측정은 크게 두 가지 기준이 존재하며, 절대습도와 상대습도이다. 대기와 물 표면 온도는 포화 수증기압을 결정하며, 상대습도로 100%는 공기 중의 수증기압이 포화수증기압과 같을 때를 나타낸다.
액체에서 기체로 되는 과정 외에도 승화라는 다른 기화 형태가 존재한다. 승화는 고체에서 액체를 거치지 않고 바로 기체로 되는 현상이다. 동일한 원리로, 얼음이 주변에 비해 높은 온도를 가질 때, 승화가 자주 발생한다. 눈이나 얼음이 녹기에는 추운 겨울에도, 서서히 사라져 가는 것은 바로 이러한 승화에 의해서이다.

### 액화

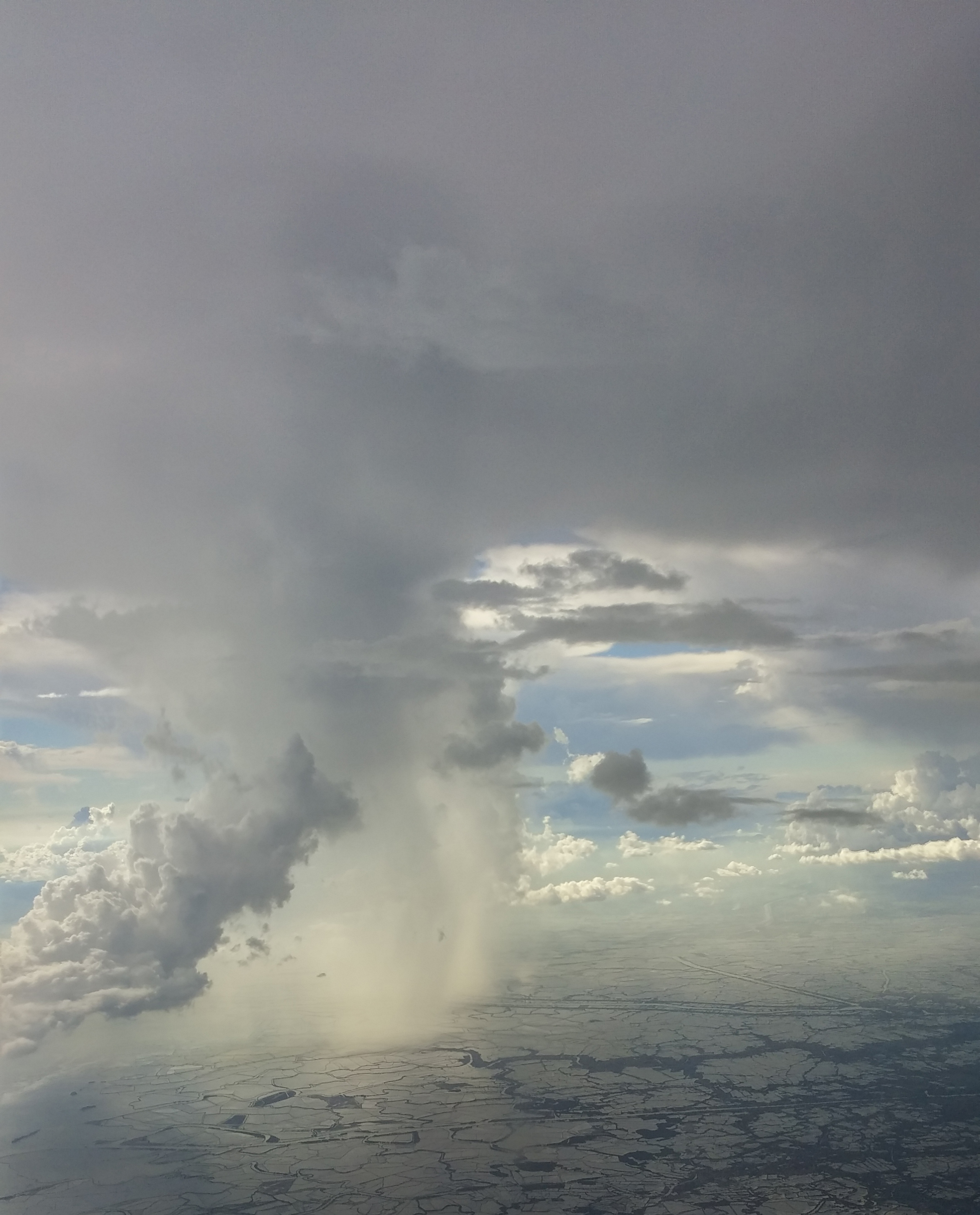
수증기

수증기는 자신의 온도보다 차가운 액체의 표면 위에 닿았거나, 혹은 포화 수증기압이 초과되었을 경우에 액화 된다. 수증기 분자는 열을 지니고 있으며, 수증기가 액체 표면에 액화할 경우, 표면은 가열된다. 반면, 공기 중의 온도는 약간 감소하게 된다. 대기에서, 액화는 구름, 안개,등을 만들어낸다. 이슬점이란 수증기가 응결하여 이슬이 생길 정도의 차가운 온도를 나타낸다.
또한, 표면의 온도가 대기의 이슬점 이하일 경우, 순수한 액화가 발생한다. 기체가 바로 고체가 되는 승화 역시 발생한다. 서리나 눈은 승화의 예이다.

### 고찰
대기 중의 수증기의 양은 대기압 및 기온에 의해 영향을 받는다. 이슬점 온도 및 상대습도는 물의 순환에서 수증기 과정을 나타내는 지표이다. 태양광과 같은 에너지는 해수면에서의 보다 많은 기화를 유발시키며, 이와 함께 산 정상 얼음의 보다 많은 승화를 유발한다. 액화와 기화의 균형은 수증기압이라는 수치로 표현된다.
공기 중의 포화수증기압은 기온 및 수증기 혼합 정도에 따라 차이를 보인다. 포화수증기압을 나타내는 여러 실험적인 공식이 있지만, 그 중에서 가장 자주 사용되는 것은 고프 그래치 식이다.
{\displaystyle {\begin{aligned}\log _{10}\left(p\right)=&-7.90298({\frac {373.16}{T}}-1)+5.02808\log _{10}{\frac {373.16}{T}}\\&-1.3816.10^{-7}(10^{11.344{\frac {1-T}{373.16}}}-1)\\&+8.1328.10^{-3}(10^{-3.49149{\frac {373.16}{T-1}}}-1)\\&+\log _{10}\left(1013.246\right)\end{aligned}}}
여기서 {\displaystyle T}는 켈빈 단위의 대기 온도이며, {\displaystyle p}는 밀리바 (헥토파스칼) 단위의 압력이다.
위 식은 대략 -50 ~ 102 °C에서 유효하다. 하지만, 극도로 차가운 물의 수증기압을 측정하는 방법은 그다지 존재하지 않는다. 다른 공식 및 공식의 비교는 여기에서 찾을 수 있다.
반면에, 물이 끓는점에 이르면, 일반 대기 상태에서 라면 상대 습도에 관계 없이 항상 순수 기화가 발생하게 된다. 사람이 내뿜는 숨은 체온에서 거의 포화 상태이며, 만약 추운 겨울이라면, 이러한 숨은 곧 응결해서, 작은 물방울로 이루어진 안개나 김과 같이 보이게 된다.

## 지구 대기권의 수증기
지구 대기권에는 수증기가 조금 존재하긴 하지만, 환경에서는 매우 커다란 역할을 수행한다. 대부분의 수증기는 대류권에 존재한다. 지구 자체의 온실 효과에 많은 영향을 주는 것 이외에도, 수증기는 구름을 형성하며, 구름은 경우에 따라 지표면을 따뜻하게 하기도, 차갑게 하기도 한다. 일반적으로, 대기 중의 수증기는 날씨에 의해 크게 영향을 받고, 또한 반대로 날씨에도 크게 영향을 주는데, 이러한 날씨는 기후에 크게 영향을 받는다.
안개나 구름은 응결핵 주의로 응결이 일어나서 형성된다. 응결핵이 없다면, 훨씬 더 낮은 온도가 되어야만 응결이 발생한다. 지속적으로 응결이 일어날 경우, 구름 내에 물방울이나 눈 결정이 형성되며, 어느 정도의 질량에 이르면, 강수 현상이 일어난다.
대류권에서 물 분자가 평균적으로 체류하는 시간은 일주일 가량이다. 강수 현상에 의해 물은 대기로부터 사라지며, 바다, 호수, 강, 식물의 증산 작용 등에서 일어나는 증발로 인해 대기로 보충 된다.
수증기 농도는 절대습도와 퍼센트 상대습도로 표현된다. 지구 전체의 연 간 평균 수증기 농도는 만약 순간적으로 응결할 경우 지구 전체 지표면을 25 mm의 두께로 덮을 정도이다. 하지만 지구 전체의 연간 강수량은 약 1 미터이며, 이는 물의 순환이 빠른 속도로 이루어진다는 것을 의미한다.

### 레이다 및 위성 영상

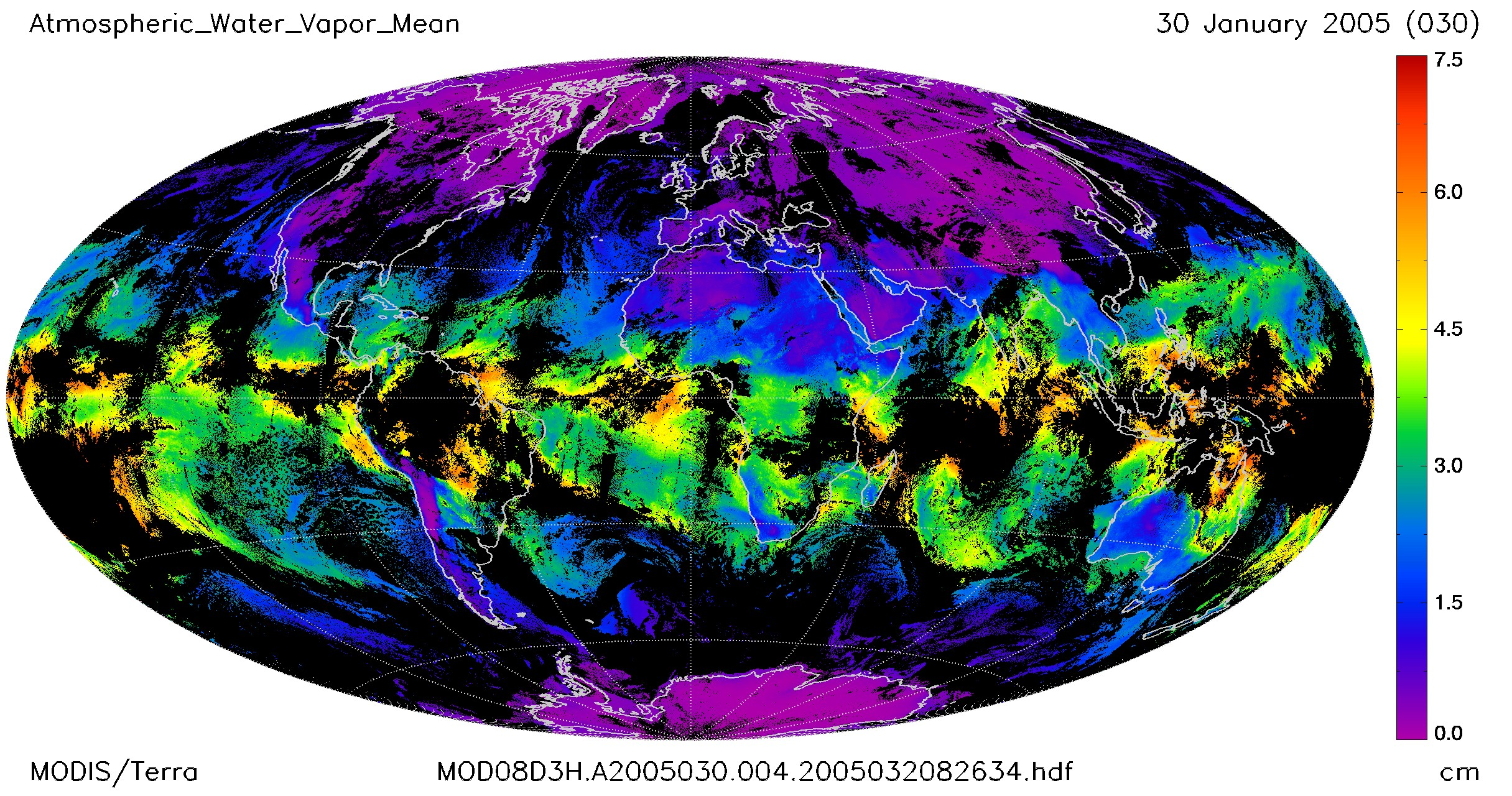
MODIS/Terra 지구 평균 대기 수증기

물 분자는 극초단파(microwave) 및 라디오파를 흡수하는 특성이 있으므로, 대기중의 수분은 레이다 신호를 감소시킨다. 게다가 대기 수분은 전파를 반사 시키거나 굴절 시키며 그 정도는 수분이 액체냐 고체 상태냐에 따라 크게 달라진다.
일반적으로 레이다 신호는 대기권에서 나아감에 따라 서서히 약해진다. 다른 주파수의 신호는 서로 다른 비율로 감소하며, 그러므로 어떠한 파장에 대해 투명한 공기 구성은 다른 파장에 대해서는 불투명하기도 하다. 방송 및 통신에 사용되는 라디오파 역시 이러한 특성을 지니고 있다.
수증기는 물의 다른 두 형태에 비해서 레이다 신호를 보다 덜 반사시킨다. 물방울이나 얼음 결정 형태의 수분은 기체 형태와는 달리 프리즘 역할을 수행하여 많이 반사시킨다.
위성 영상 비교는 대기 중의 수증기양을 보여준다. 수증기는 지구 전역에 존재하지만, 균일하지 않다.

### 번개 형성
수증기는 대기 중의 번개 생성에 매우 중요하다. 일반적으로 구름은 지구 대기권에 존재하는 정전하를 생성한다. 하지만, 구름이 얼마나 많은 전하를 지니고 있을 수 있는지를 나타내는 전기 용량은 수증기의 양에 정비례한다.
수증기의 양은 공기 중의 유전율과 직접적으로 연관되어 있다. 습도가 낮을 때에는 방전이 쉽고 빠르게 일어난다. 하지만 습도가 높을 때에는 방전이 덜 일어난다. 전기 용량 및 유전율은 엄청난 양의 전력을 지니는 번개를 형성하는 이유이다.
구름이 전하 생성을 시작하면, 대기 중의 수증기는 절연체 역할을 하며, 구름이 전하를 방전시키는 것을 막는다. 일정 시간이 지난 뒤, 구름이 보다 많은 전하를 생성한다면, 대기 중의 수증기에 의해 형성된 절연체가 파괴되며, 방전이 일어난다. 방전은 국지적으로 발생하며, 번개가 형성된다. 번개의 세기는 대기중의 유전율, 전기 용량, 구름의 전하 생성 능력에 직접적으로 비례한다.
밴더그래프 발전기도 참조하기 바란다.

## 지구 밖의 수증기
혜성 꼬리가 빛나는 이유는 대개 수증기 때문이다. 혜성이 태양에 접근함에 따라, 혜성이 지니고 있는 얼음이 수증기로 승화하며, 이는 태양으로부터의 빛을 반사한다. 혜성과 태양의 거리를 알고 있다면, 혜성 꼬리가 빛나는 정도로부터 혜성이 지닌 수분의 양을 유추할 수 있다. 차갑고 먼 위치의 혜성이 빛나는 꼬리를 지녔다면, 일산화탄소 승화란 것을 의미한다.
화성을 연구하는 과학자들은 물이 화성 주변을 움직이고 있다면 수증기 형태로 움직일 것이라는 가설을 세웠다. 화성의 대부분의 물은 북극지방에 얼음의 형태로 존재한다. 화성의 여름동안에, 이 얼음이 승화하면서 대규모의 계절성 폭풍을 유발하며, 이러한 현상은 엄청난 양의 물을 적도지방으로 수송한다는 설명이다.

## 같이 보기
- 공기
- 끓는점
- 안개
- 서리
- 온실 기체
- 기화열
- 증기
- 열역학
- 대류권
- 증기압